# Kanton Lillers
Kanton Lillers (francouzsky Canton de Lillers) je francouzský kanton v departementu Pas-de-Calais v regionu Hauts-de-France. Tvoří ho 22 obcí. Před reformou kantonů 2014 ho tvořilo devět obcí.

## Obce kantonu
od roku 2015:
- Allouagne
- Ames
- Amettes
- Auchy-au-Bois
- Bourecq
- Burbure
- Busnes
- Calonne-sur-la-Lys
- Ecquedecques
- Ferfay
- Gonnehem
- Ham-en-Artois
- Lespesses
- Lestrem
- Lières
- Lillers
- Mont-Bernanchon
- Norrent-Fontes
- Robecq
- Saint-Floris
- Saint-Venant
- Westrehem

před rokem 2015:
- Busnes
- Calonne-sur-la-Lys
- Gonnehem
- Guarbecque
- Lillers
- Mont-Bernanchon
- Robecq
- Saint-Floris
- Saint-Venant